# Grace Tanamal
Grace Sylvia Ingrid Annemarie Tanamal (Den Haag, 10 januari 1957) is een Nederlands voormalig politicus.
Tanamal is van Molukse afkomst. Voordat ze politiek in ging werkte ze een groot deel van haar leven in de zorg. Zo werkte ze van 1983 tot 1988 als psychiatrisch verpleegkundige. Later was ze manager in een psychiatrisch verpleeghuis. Ook werkte ze bij de GGZ en had een eigen kinderdagverblijf. In de zes jaar voordat ze haar entree maakte in de landelijke politiek was ze bestuurder bij vakbond De Unie (Zorg en Welzijn)
Ze was van 8 november 2012 tot 23 maart 2017 lid van de Tweede Kamer namens de PvdA. Als Kamerlid hield Tanamal zich bezig met werknemersverzekeringen, mantelzorg en vrijwilligerswerk.
Daarna was Tanamal fractievoorzitter en gemeenteraadslid voor de PvdA in Amersfoort, en was zij lijsttrekker voor deze partij tijdens de gemeenteraadsverkiezingen 2018 in Amersfoort. Enkele weken na deze verkiezingen – waarbij de partij 3 van de 5 zetels verloor – werd bekendgemaakt dat ze wegens (chronische) gezondheidsredenen per direct stopt als fractievoorzitter en raadslid voor de PvdA in Amersfoort.
- Parlement.com: vj2uv3i1tbzr